# Корнелий Луп
Корне́лий Луп (лат. Cornelius (Lentulus) Lupus; казнён в 46 году, Рим, Римская империя) — древнеримский государственный и политический деятель, консул-суффект 42 года.

## Биография
Во времена правления императора Тиберия (14—37 годы) Луп занимал должность проконсула провинции Крита и Киренаики. С сентября 42 года он исполнял обязанности консула-суффекта совместно с Гаем Цециной Ларгом, сменив на этом посту императора Клавдия и Гая Цестия Галла. Несмотря на то, что Корнелий являлся другом императора, он был казнён по обвинению консуляра (бывшего консула-суффекта) Публия Суиллия Руфа.